# Chloropoea ramosa
Chloropoea ramosa är en fjärilsart som beskrevs av Schultze 1920. Chloropoea ramosa ingår i släktet Chloropoea och familjen praktfjärilar. Inga underarter finns listade i Catalogue of Life.